# Marlierea scytophylla
Marlierea scytophylla är en myrtenväxtart som beskrevs av Friedrich Ludwig Diels. Marlierea scytophylla ingår i släktet Marlierea och familjen myrtenväxter. Inga underarter finns listade i Catalogue of Life.